# آله‌گازوو
آله‌گازوو (انگلیسی: Alegazovo) یک شهرک در شهرستان مچتلینسکی استان باشقیرستان کشور روسیه است.